# Kalle Anka och gorillan
Kalle Anka och gorillan (engelska: Donald Duck and the Gorilla) är en amerikansk animerad kortfilm med Kalle Anka från 1944.

## Handling
Kalle Anka lyssnar på radio, där det framkommer att den farliga gorillan Ajax har rymt från djurparken. För att skoja med Kalle klär Knatte, Fnatte och Tjatte ut sig till gorilla, men leken får en helt annan vändning när den riktiga gorillan dyker upp.

## Om filmen
Filmen hade svensk premiär den 1 oktober 1945 och visades både som separat kortfilm på biografen Spegeln i Stockholm och tillsammans med långfilmen Tarzan och amazonerna med Johnny Weissmuller på biografen Palladium, även den ligger i Stockholm.
Filmen har givits ut på VHS och DVD och finns dubbad till svenska.

## Rollista
| Roll       | Originalröst  | Svensk röst     |
| Kalle Anka | Clarence Nash | Andreas Nilsson |
| Knatte     | Clarence Nash | Monica Forsberg |
| Fnatte     | Clarence Nash |                 |
| Tjatte     | Clarence Nash |                 |